# Občina Podvelka
Občina Podvelka je ena od slovenskih občin na Koroškem.

## Naselja v občini
Brezno, Janževski Vrh, Javnik, Kozji Vrh, Lehen na Pohorju, Ožbalt, Podvelka, Rdeči Breg, Spodnja Kapla, Vurmat in Zgornja Kapla.